# Liste der Baudenkmäler in Halblech

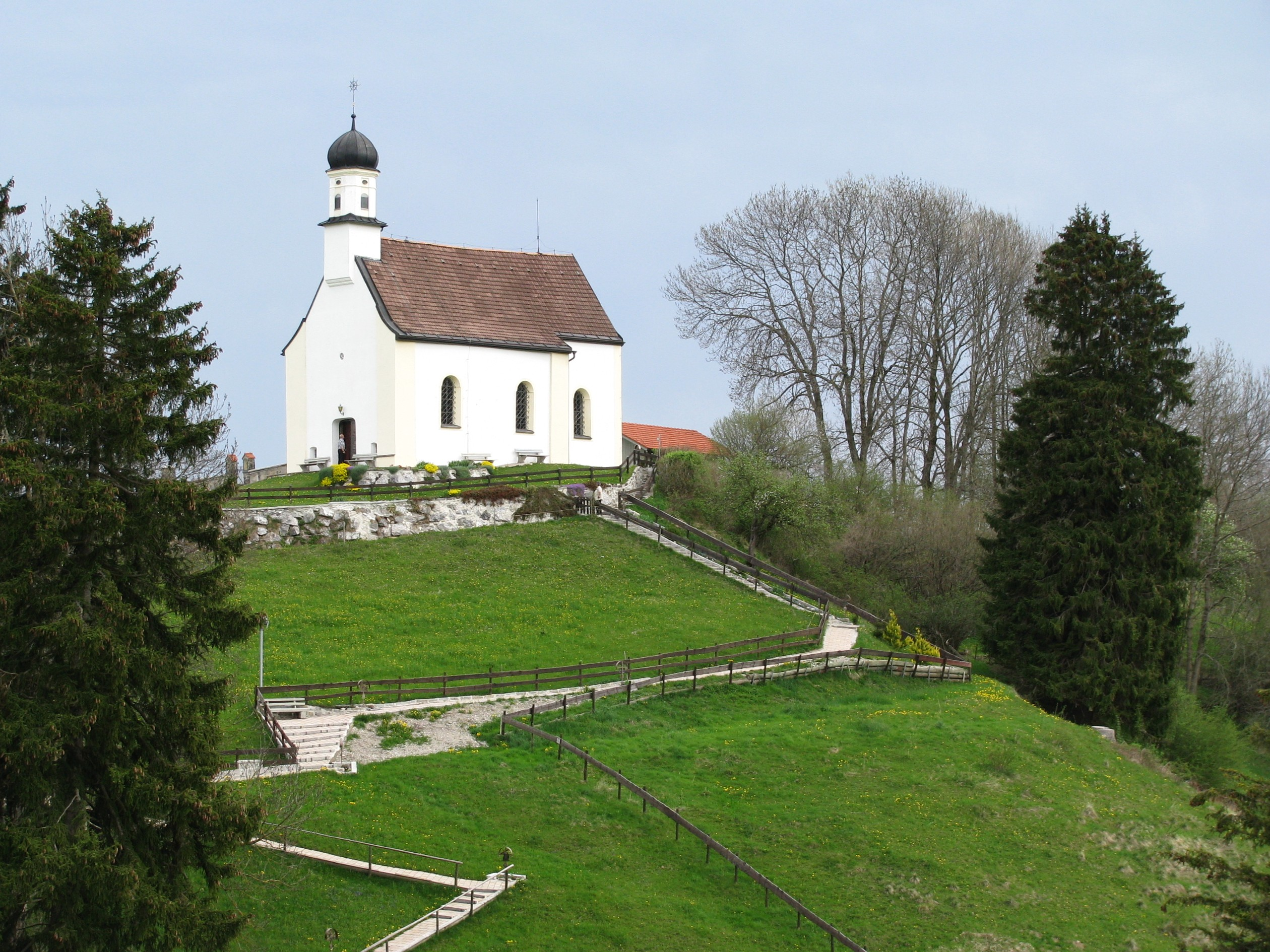
Kapelle St. Peter

Auf dieser Seite sind die Baudenkmäler in der schwäbischen Gemeinde Halblech zusammengestellt. Diese Tabelle ist eine Teilliste der Liste der Baudenkmäler in Bayern. Grundlage ist die Bayerische Denkmalliste, die auf Basis des Bayerischen Denkmalschutzgesetzes vom 1. Oktober 1973 erstmals erstellt wurde und seither durch das Bayerische Landesamt für Denkmalpflege geführt wird. Die folgenden Angaben ersetzen nicht die rechtsverbindliche Auskunft der Denkmalschutzbehörde.

## Ensembles

### Ensemble Bergstraße

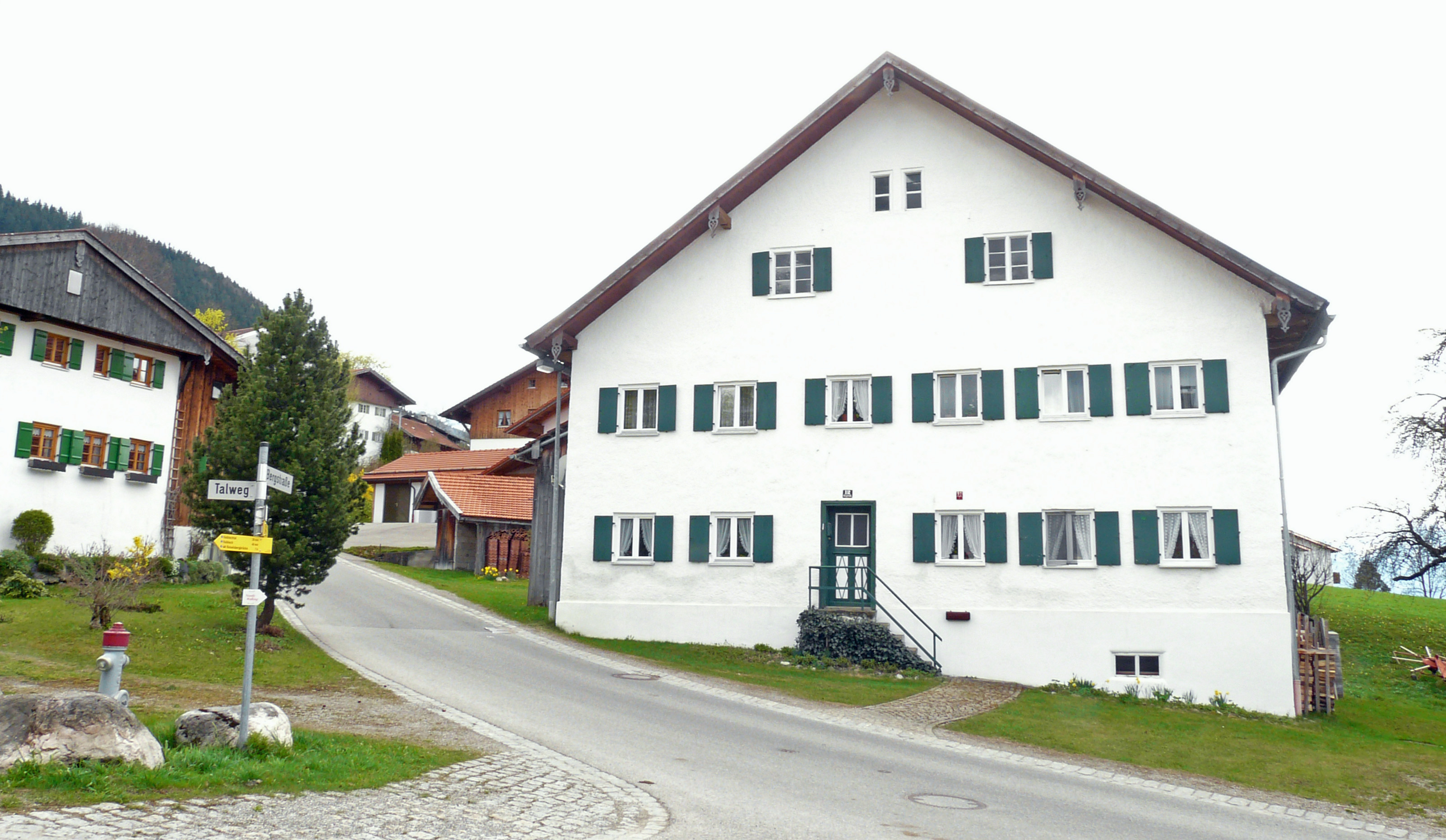

Das Ensemble in Buching umfasst die Südwestzeile der Bergstraße mit dem Buchinger Bach und zugehörigen Brückenstegen. Die Bachzeilenanlage wird von meist traufständigen Bauernhäusern gebildet, die Giebel sind teilweise nach Nordwesten, teilweise nach Südosten gerichtet. Den Abschluss an der Anhöhe im Süden bildet Haus Nr. 9, im Norden schließt das Ensemble an der Füssener Straße, die als moderne Durchfahrtsstraße den ehemaligen Ortskern durchschneidet. Die ursprüngliche Anlage der Bergstraße ist mit Mittertennbauten des 18. und beginnenden 19. Jahrhundert besetzt. Die Flachdachhäuser – meist verputzte Ständerbohlenbauten – repräsentieren mehrere alte Haustypen des Füssener Landes: Schwangauer Haus (mit Laube) und Bauernhäuser mit Bundwerkgiebel oder verschaltem Giebel. Haus Nr. 12, mit steilerem Dach und sechs Achsen dokumentiert in seinen Ausmaßen wie durch die Giebelstellung zur Straße einen Eingriff des 19. Jahrhunderts in die traditionelle Bachzeilenanlage. Aktennummer: E-7-77-173-1.

## Baudenkmäler nach Ortsteilen

### Bayerniederhofen
| Lage                                                        | Objekt                              | Beschreibung | Akten-Nr.              | Bild               |
| ----------------------------------------------------------- | ----------------------------------- | --- | ---------------------- | ------------------ |
| Illasbergstraße 1 (Standort)                                | Bauernhaus                          | Wohnteil mit konstruktivem Giebelbundwerk und Giebeltür, 2. Viertel 19. Jahrhundert. | D-7-77-173-5 Wikidata  | Bauernhaus         |
| Kirchstraße 3, 3 a (Standort)                               | Ehemals Bauernhaus                  | wohl ehemaliges Amtshaus, zweigeschossiger Flachsatteldachbau mit Giebelbundwerk, im Kern Bau des 16./17. Jahrhundert                                                                         | D-7-77-173-7 Wikidata  | Ehemals Bauernhaus |
| Kirchstraße 4 (Standort)                                    | Bauernhaus                          | zweigeschossiger Flachsatteldachbau mit reichem Bundwerkgiebel, Fassadenmalerei und Haustafel, bezeichnet 1681.                                                                               | D-7-77-173-8 Wikidata  | weitere Bilder     |
| Kirchstraße 8 (Standort)                                    | Bauernhaus                          | zweigeschossiger Flachsatteldachbau mit Giebelbundwerk und traufseitig neubarockem Stuck, im Kern 1845.                                                                                       | D-7-77-173-9 Wikidata  | weitere Bilder     |
| Kirchstraße 14 (Standort)                                   | Katholische Pfarrkirche St. Michael | Saalbau mit Satteldach und Nordturm mit Oktogon und Zwiebelhaube, barock, 1701–03 nach Entwürfen von Thomas Natter begonnen, 1702 durch Joseph Miller vollendet, 1716 Weihe; mit Ausstattung. | D-7-77-173-10 Wikidata | weitere Bilder     |
| Kirchstraße 14 (an der östlichen Friedhofsmauer) (Standort) | Bildstockkapelle                    | Anfang 18. Jahrhundert; mit Ausstattung | D-7-77-173-13 Wikidata | weitere Bilder     |
| Schulweg 4 (Standort)                                       | Bauernhaus                          | über der Tenne Bauinschrift 1747 und zwei Andreaskreuze, im 19. Jahrhundert verändert. | D-7-77-173-12 Wikidata | Bauernhaus         |
| an der Straße nach Buching (Standort)                       | Bildstock                           | 18./19. Jahrhundert; mit Ausstattung | D-7-77-173-14 Wikidata | Bildstock          |

### Berghof
| Lage                          | Objekt                        | Beschreibung | Akten-Nr.               | Bild                  |
| ----------------------------- | ----------------------------- | --- | ----------------------- | --------------------- |
| Am Rain 1 (Standort)          | Bauernhaus                    | hohes Untergeschoss, verschaltes Vordach (Ende 19. Jahrhundert), kräftige Kopfbüge und kleine Fenster, im Kern Mitte 18. Jahrhundert. | D-7-77-173-15 Wikidata  | Bauernhaus            |
| Am Rain 3 (Standort)          | Bauernhaus                    | verschalter Längsschopf und Giebeltür, 1. Viertel 19. Jahrhundert. | D-7-77-173-16 Wikidata  | Bauernhaus            |
| Falkenstraße 3 (Standort)     | Bauernhaus                    | zum Teil verputzter Ständerbau mit Fensterbändern, verschaltem Vordach und Mittertenne, innen über Tür bezeichnet 1757. | D-7-77-173-17 Wikidata  | Bauernhaus            |
| Illasbergstraße 7 (Standort)  | Ehemals Lehrerhaus            | Flachdachhaus mit spätklassizistischer Fassadenmalerei, bezeichnet 1835, nach Bauinschrift begonnen 1831, vollendet 1842; Klaubsteinpflaster auf der Eingangsseite. | D-7-77-173-18 Wikidata  | Ehemals Lehrerhaus    |
| Illasbergstraße 19 (Standort) | Bauernhaus                    | Mittertennbau mit Steilsatteldach, reich geschnitzter Füllungstür und Haustafel, bezeichnet 1857. | D-7-77-173-20 Wikidata  | Bauernhaus            |
| Illasbergstraße 21 (Standort) | Ehemaliges Bauernhaus         | 2. Hälfte 19. Jahrhundert, innen mit Bestandteilen des Vorgängerbaus, 17. Jahrhundert, 2002 ausgebaut. | D-7-77-173-109 Wikidata | Ehemaliges Bauernhaus |
| Illasbergstraße 35 (Standort) | Bauernhaus                    | profilierte Giebelbüge, im Kern Anfang 19. Jahrhundert. | D-7-77-173-21 Wikidata  | Bauernhaus            |
| Im Schlat 1 (Standort)        | Privatkapelle                 | neugotischer Rundbau mit Haubendach, 3. Viertel 19. Jahrhundert; mit Ausstattung | D-7-77-173-19 Wikidata  | Privatkapelle         |
| Moorbadstraße 26 (Standort)   | Bauernhaus                    | urtümlicher Haustyp mit Hakenschopf, Längsschopf und eingezogenem Tenntor, zweiseitig verbrettert, im Kern Ende 18. Jahrhundert. | D-7-77-173-22 Wikidata  | Bauernhaus            |
| St.-Peter-Weg 1 (Standort)    | Bauernhaus                    | zweigeschossiger Flachsatteldachbau mit Hakenschopf, Bundwerkgiebel und Tennenbundwerk, um 1716. | D-7-77-173-23 Wikidata  | Bauernhaus            |
| St.-Peter-Weg 9 (Standort)    | Katholische Kapelle St. Peter | Satteldachbau mit westlichem Dachreiter mit Zwiebelhaube, eingezogenem Chor und Wandgliederung, 1684/85 von Johann Schmuzer erbaut; mit Ausstattung; Friedhofsmauer des ehemaligen Pestfriedhofs, 1857 errichtet, 1926 umgestaltet; Kruzifix, Naturstein, bezeichnet mit "1857". | D-7-77-173-25 Wikidata  | weitere Bilder        |
| Schmiedstraße 2 (Standort)    | Bauernhaus                    | Tennenbundwerk und profiliertes Sturzbrett über Haustür, 2. Hälfte 18. Jahrhundert. | D-7-77-173-26 Wikidata  | Bauernhaus            |

### Birnbaum
| Lage                  | Objekt                            | Beschreibung                                                            | Akten-Nr.              | Bild           |
| --------------------- | --------------------------------- | ----------------------------------------------------------------------- | ---------------------- | -------------- |
| Birnbaum 4 (Standort) | Katholische Kapelle St. Sebastian | erbaut Ende 18. Jahrhundert, 1881 verändert, erneuert; mit Ausstattung. | D-7-77-173-28 Wikidata | weitere Bilder |

### Buching
| Lage                            | Objekt                           | Beschreibung | Akten-Nr.              | Bild                    |
| ------------------------------- | -------------------------------- | --- | ---------------------- | ----------------------- |
| Alte Straße 2, 2 a (Standort)   | Bauernhaus                       | zweigeschossiger Satteldachbau mit Rustika, Ecklisenen, Gesims- und Putzgliederung, im Kern 18. Jahrhundert, später verändert; Eingangsportal mit stuckierter und bemalter Supraporte, Ende 19. Jahrhundert. | D-7-77-173-48 Wikidata | Bauernhaus              |
| Bachstraße 2 (Standort)         | Bauernhaus                       | reicher Bundwerkgiebel, Tennenbundwerk, enggereihte Kopfbüge an der Traufseite, diagonale Stichbalken, Ende 18. Jahrhundert, Wirtschaftsteil 1993 stark erneuert.                                            | D-7-77-173-32 Wikidata | Bauernhaus              |
| Bachstraße 4 (Standort)         | Geschnitzte Füllungstür          | Geschnitzte Füllungstür, um 1840/50. | D-7-77-173-33 Wikidata | Geschnitzte Füllungstür |
| Bergstraße 2, 2 a (Standort)    | Bauernhaus                       | Mittertennhaus, zweigeschossiger Flachsatteldachbau mit alter Verbretterung und Giebelbundwerk, Anfang 19. Jh.                                                                                               | D-7-77-173-34 Wikidata | Bauernhaus              |
| Bergstraße 4 (Standort)         | Bauernhaus                       | offene Laube ("Schwangauer Haus") und Kerbschnitzerei, Giebelschalung, 2. Hälfte 18. Jahrhundert. | D-7-77-173-35 Wikidata | Bauernhaus              |
| Bergstraße 7 (Standort)         | Bauernhaus                       | Bauernhaus, zweigeschossiger Flachsatteldachbau, im Kern 18. Jh., mit geschnitzter Füllungstür, um 1840/50.                                                                                                  | D-7-77-173-36 Wikidata | weitere Bilder          |
| Bergstraße 8 (Standort)         | Bauernhaus                       | Mittertennbau, Kopfbänder über Tennentor, im Kern Anfang 19. Jahrhundert, erneuert. | D-7-77-173-37 Wikidata | Bauernhaus              |
| Bergstraße 9 (Standort)         | Ehemals Bauernhaus               | Mittertennbau mit eingezogenem Tennentor und zwei Traufschöpfen, verputzter Ständerbau mit verschaltem Vordach, Kopfbüge mit Schrägwülsten, 1. Hälfte 17. Jahrhundert.                                       | D-7-77-173-38 Wikidata | Ehemals Bauernhaus      |
| Bergstraße 10 (Standort)        | Bauernhaus                       | Mittertennbau mit verschaltem Vordach, verputzter Ständerbau mit profilierten Kopfbügen, 1. Hälfte 18. Jahrhundert.                                                                                          | D-7-77-173-39 Wikidata | Bauernhaus              |
| Bergstraße 11 (Standort)        | Bauernhaus                       | Wohnteil mit verschaltem Vordach, verputzter Ständerbau mit bemalter Kerbschnitzerei, 2. Hälfte 18. Jahrhundert.                                                                                             | D-7-77-173-40 Wikidata | Bauernhaus              |
| Forggenseestraße 23 (Standort)  | Kath. Kapelle Hl. Dreifaltigkeit | 1657 erbaut; mit Ausstattung. | D-7-77-173-44 Wikidata | weitere Bilder          |
| Forggenseestraße 39 (Standort)  | Bildstock                        | Bildstock, 18./19. Jahrhundert. | D-7-77-173-51 Wikidata | Bildstock               |
| Füssener Straße 3 (Standort)    | Kleinbauernhaus                  | einfaches Giebelbundwerk und Tennenbundwerk, 2. Viertel 19. Jahrhundert. | D-7-77-173-45 Wikidata | Kleinbauernhaus         |
| Füssener Straße 7 (Standort)    | Ehemals Kleinbauernhaus          | Schleppdach über der Giebeltenne (Schopf), 1. Viertel 19. Jahrhundert. | D-7-77-173-46 Wikidata | Ehemals Kleinbauernhaus |
| Romantische Straße 1 (Standort) | Ehemals Bauernhaus               | Giebeltenne, reicher Zierbund, Ende 18. Jahrhundert. | D-7-77-173-49 Wikidata | Ehemals Bauernhaus      |
| Talweg 11 (Standort)            | Bauernhaus                       | Mittertennbau, verputzter Ständerbau, im Kern 1. Hälfte 18. Jahrhundert. | D-7-77-173-50 Wikidata | Bauernhaus              |

### Eschenberg
| Lage                     | Objekt        | Beschreibung | Akten-Nr.              | Bild           |
| ------------------------ | ------------- | --- | ---------------------- | -------------- |
| Eschenberg 15 (Standort) | Weilerkapelle | neugotisch, Ende 19. Jahrhundert; mit Ausstattung.                                                                           | D-7-77-173-52 Wikidata | weitere Bilder |
| Eschenberg 19 (Standort) | Bauernhaus    | langgestreckter Mittertennbau mit konstruktivem Bundwerkgiebel (Giebeltür) und eingezogenem Tenntor, Anfang 19. Jahrhundert. | D-7-77-173-54 Wikidata | Bauernhaus     |

### Greith
| Lage                  | Objekt                                 | Beschreibung                                                                                          | Akten-Nr.              | Bild           |
| --------------------- | -------------------------------------- | --- | ---------------------- | -------------- |
| Greith 6 (Standort)   | Bauernhaus                             | stattlicher Mittertennbau mit Giebeltür und konstruktivem Giebelbundwerk, 1. Viertel 19. Jahrhundert. | D-7-77-173-58 Wikidata | Bauernhaus     |
| Greith 7 a (Standort) | Katholische Kapelle Mariae Heimsuchung | erbaut 1828; mit Ausstattung.                                                                         | D-7-77-173-55 Wikidata | weitere Bilder |
| Greith 10 (Standort)  | Bauernhaus                             | Mitterstallbau, Ende 18. Jahrhundert.                                                                 | D-7-77-173-59 Wikidata | Bauernhaus     |

### Halblech
| Lage                      | Objekt                     | Beschreibung                                                | Akten-Nr.             | Bild               |
| ------------------------- | -------------------------- | ----------------------------------------------------------- | --------------------- | ------------------ |
| Am Mühlbach 16 (Standort) | Ehemals Bauernhaus         | Ehemals Bauernhaus, Giebelbundwerk, Anfang 19. Jahrhundert. | D-7-77-173-1 Wikidata | Ehemals Bauernhaus |
| Kapellenweg 10 (Standort) | Kath. Kapelle St. Antonius | erbaut 1727; mit Ausstattung.                               | D-7-77-173-4 Wikidata | weitere Bilder     |

### Häringen
| Lage                  | Objekt     | Beschreibung | Akten-Nr.               | Bild       |
| --------------------- | ---------- | --- | ----------------------- | ---------- |
| Häringen 1 (Standort) | Bauernhaus | zweigeschossiger Ständerbohlenbau, um 1710/15, im 19./20. Jahrhundert verändert; zugehöriges Nebengebäude, im Kern 18. Jahrhundert, im 19. Jahrhundert erweitert.                                                                                           | D-7-77-173-110 Wikidata | Bauernhaus |
| Häringen 2 (Standort) | Bauernhaus | ursprünglich erhaltener Schwangauer Haustyp mit verschaltem Giebel und offener Laube, verputzter Ständerbau, Reste von Bemalung am Tenntor,spätes 17. Jahrhundert; - um 2010 saniert zugehörig ehemaliger Pfarrstadel, 2005 ff. aus Ingenried transferiert. | D-7-77-173-61 Wikidata  | Bauernhaus |

### Hegratsried
| Lage                     | Objekt     | Beschreibung | Akten-Nr.              | Bild       |
| ------------------------ | ---------- | --- | ---------------------- | ---------- |
| Hegratsried 1 (Standort) | Bauernhaus | Bauernhaus, stattlicher Einzelhof, ehemals giebelgeteilter Mittertennbau, Tür mit Sandsteinfassung, bezeichnet 1810. | D-7-77-173-66 Wikidata | Bauernhaus |
| Hegratsried 1 (Standort) | Hofkapelle | achteckiger neugotischer Zentralbau, erbaut 1863; mit Ausstattung.                                                   | D-7-77-173-65 Wikidata | Hofkapelle |

### Helfenwang
| Lage                              | Objekt                    | Beschreibung                                                                                                  | Akten-Nr.              | Bild                      |
| --------------------------------- | ------------------------- | --- | ---------------------- | ------------------------- |
| Helfenwang (Standort)             | Katholische Marienkapelle | neugotisch, 1891; mit Ausstattung                                                                             | D-7-77-173-62 Wikidata | Katholische Marienkapelle |
| Helfenwang 1 (Standort)           |                           | Zugehöriger Kornkasten, Ständerbohlenbau, unter gleichzeitigem Überbau mit Flachdach, spätes 18. Jahrhundert. | D-7-77-173-63 Wikidata | BW                        |
| südwestlich der Einöde (Standort) | Bildstock                 | Bildstock; 19. Jahrhundert.                                                                                   | D-7-77-173-64 Wikidata | Bildstock                 |

### Jans
| Lage              | Objekt     | Beschreibung                                                                         | Akten-Nr.              | Bild       |
| ----------------- | ---------- | ------------------------------------------------------------------------------------ | ---------------------- | ---------- |
| Jans 1 (Standort) | Bauernhaus | Wirtschaftsteil in offenem Ständerriegelbau mit Kopfbändern, Anfang 19. Jahrhundert. | D-7-77-173-67 Wikidata | Bauernhaus |

### Kniebis
| Lage                   | Objekt                   | Beschreibung | Akten-Nr.              | Bild           |
| ---------------------- | ------------------------ | --- | ---------------------- | -------------- |
| Kniebis 2 (Standort)   | Bauernhaus               | Bau mit 2 Tennen und reichen Zierformen: Giebelbundwerk, Kerbschnitzerei, Tennenbundwerk, offene Riegelwand, Ende 18. Jahrhundert. | D-7-77-173-69 Wikidata | Bauernhaus     |
| Kniebis 5 a (Standort) | Kath. Kapelle St. Magnus | neugotisch, erbaut 2. Hälfte 19. Jahrhundert; mit Ausstattung.                                                                     | D-7-77-173-68 Wikidata | weitere Bilder |
| Kniebis 9 (Standort)   | Kornkasten               | Zugehöriger erdgeschossiger Kornkasten, Blockbau, Ende 16. Jahrhundert.                                                            | D-7-77-173-70 Wikidata | Kornkasten     |

### Lachen
| Lage                       | Objekt     | Beschreibung                                                                                        | Akten-Nr.              | Bild       |
| -------------------------- | ---------- | --------------------------------------------------------------------------------------------------- | ---------------------- | ---------- |
| Lachen 1 (Standort)        | Bauernhaus | verputzter, zum Teil verbretterter Ständerbau mit Giebelbundwerk, bezeichnet 1742; mit Ausstattung. | D-7-77-173-71 Wikidata | Bauernhaus |
| Wieselegüterweg (Standort) | Bildstock  | Stele mit Heiligenhäuschen, Sandstein, bez. 1462; mit Ausstattung.                                  | D-7-77-173-60 Wikidata | Bildstock  |

### Oberreithen
| Lage                      | Objekt                     | Beschreibung | Akten-Nr.              | Bild           |
| ------------------------- | -------------------------- | --- | ---------------------- | -------------- |
| Oberreithen 3 (Standort)  | Bauernhof                  | Mittertennbau, geständerter Kniestock, Mitte 19. Jahrhundert. | D-7-77-173-73 Wikidata | Bauernhof      |
| Oberreithen 8 (Standort)  |                            | Zugehöriger verbretterter Flachdachstadel, Ende 18. Jahrhundert, zum Teil ausgebaut. | D-7-77-173-74 Wikidata |                |
| Oberreithen 17 (Standort) | Bauernhaus, Getreidekasten | Bauernhaus: zweigeschossiger Flachsatteldachbau mit einfachem Giebelbundwerk, im Kern 18. Jh., im 2. Viertel des 19. Jh. erweitert Getreidekasten: erdgeschossiger Blockbau mit Kielbogensturz, 2. Hälfte 16. Jh.; im Stadel integriert. | D-7-77-173-75 Wikidata | weitere Bilder |

### Ostern
| Lage                              | Objekt                                     | Beschreibung                             | Akten-Nr.              | Bild           |
| --------------------------------- | ------------------------------------------ | ---------------------------------------- | ---------------------- | -------------- |
| nordöstlich von Ostern (Standort) | Kath. Dreifaltigkeitskapelle (Köpfkapelle) | neugotisch, erbaut 1899; mit Ausstattung | D-7-77-173-76 Wikidata | weitere Bilder |

### Pfefferbichl
| Lage                       | Objekt     | Beschreibung                                | Akten-Nr.              | Bild           |
| -------------------------- | ---------- | ------------------------------------------- | ---------------------- | -------------- |
| Pfefferbichl 11 (Standort) | Wegkapelle | 18./19. Jahrhundert; mit Ausstattung        | D-7-77-173-78 Wikidata | weitere Bilder |
| Reitzern (Standort)        | Bildstock  | Bildstock, Nischenbau, 18./19. Jahrhundert. | D-7-77-173-79 Wikidata | Bildstock      |

### Schlöglmühle
| Lage                          | Objekt              | Beschreibung                                         | Akten-Nr.              | Bild           |
| ----------------------------- | ------------------- | ---------------------------------------------------- | ---------------------- | -------------- |
| bei Schlöglmühle 1 (Standort) | Kath. Marienkapelle | erbaut im späteren 18. Jahrhundert; mit Ausstattung. | D-7-77-173-80 Wikidata | weitere Bilder |

### Schober
| Lage                  | Objekt     | Beschreibung | Akten-Nr.              | Bild       |
| --------------------- | ---------- | --- | ---------------------- | ---------- |
| Schober 2 (Standort)  | Bauernhaus | Flachdachbau mit Giebelschürze und profilierten Kopfbügen, erbaut 1739 als ehemals Steingadener Klosterhof, erweitert 1784.   | D-7-77-173-82 Wikidata | Bauernhaus |
| Schober 18 (Standort) | Kornkasten | zugehöriger zweigeschossiger Kornkasten, bezeichnet 1584; darüber verbretterter Flachdach-Überbau, 2. Hälfte 18. Jahrhundert. | D-7-77-173-81 Wikidata | Kornkasten |

### Schwaighof
| Lage                    | Objekt    | Beschreibung | Akten-Nr.              | Bild      |
| ----------------------- | --------- | --- | ---------------------- | --------- |
| Schwaighof 1 (Standort) | Einzelhof | Bauernhaus, mit konstruktivem Giebelbundwerk, 2. Viertel 19. Jahrhundert; Getreidekasten, zweigeschossiger Blockbau, Anfang 17. Jahrhundert; Überbau, verbretterter Flachdachstadel, Anfang 19. Jahrhundert. | D-7-77-173-83 Wikidata | Einzelhof |

### Stockingen
| Lage                                                                               | Objekt   | Beschreibung | Akten-Nr.               | Bild     |
| ---------------------------------------------------------------------------------- | -------- | --- | ----------------------- | -------- |
| Kalkofen (nördlich der Straße ins Halblechtal unterhalb von Eschenberg) (Standort) | Kalkofen | Rest in Bruchsteinmauerwerk des 1849 gegründeten und 1866 stillgelegten Hüttenwerks, teilweise Kalkfässer vorhanden, Mitte 19. Jahrhundert | D-7-77-173-102 Wikidata | Kalkofen |

### Thal
| Lage              | Objekt         | Beschreibung | Akten-Nr.              | Bild           |
| ----------------- | -------------- | --- | ---------------------- | -------------- |
| Thal 1 (Standort) | Getreidekasten | zweigeschossiger Ständerbohlenbau des frühen 17. Jahrhunderts, unter altem Überbau mit Satteldach, bezeichnet mit "1807"                                                                | D-7-77-173-84 Wikidata | Getreidekasten |
| Thal 3 (Standort) | Bauernhaus     | Längsschopf, Knaggen und Kopfbänder, verputzter Ständerbau, im Kern 2. Hälfte 18. Jahrhundert; Kornkasten, zweigeschossiger Ständerbohlenbau unter altem Überbau, Ende 18. Jahrhundert. | D-7-77-173-85 Wikidata | Bauernhaus     |

### Trauchgau
| Lage                                                       | Objekt                        | Beschreibung | Akten-Nr.               | Bild                  |
| ---------------------------------------------------------- | ----------------------------- | --- | ----------------------- | --------------------- |
| Am Anger 10 (Standort)                                     | Ehemaliges Bauernhaus         | bemalter Zierbund, bezeichnet 1805                                                                                               | D-7-77-173-86 Wikidata  | Ehemaliges Bauernhaus |
| Am Feuerhaus 3, 3 a (Standort)                             | Ehemaliges Bauernhaus         | Glattputzbänderung und Flachdach mit Übersattel, Anfang 19. Jahrhundert.                                                         | D-7-77-173-87 Wikidata  | weitere Bilder        |
| Austraße 2 (Standort)                                      | Bauernhaus                    | giebelseitiger Stall, erbaut 1848, mit späteren Veränderungen                                                                    | D-7-77-173-88 Wikidata  | Bauernhaus            |
| Austraße 4 (Standort)                                      | Bauernhaus                    | Mittertennbau mit profilierten Balkenköpfen, Anfang 19. Jahrhundert.                                                             | D-7-77-173-89 Wikidata  | Bauernhaus            |
| Austraße 35 (Standort)                                     | Ehemaliges Bauernhaus         | Mittertennhaus, zweigeschossiger Flachsatteldachbau mit Giebel in Ständerbauweise, im Kern 18. Jahrhundert                       | D-7-77-173-90 Wikidata  | Ehemaliges Bauernhaus |
| Branntweingasse 4 (Standort)                               | Bauernhaus                    | Mittertennbau, 2. Viertel 19. Jahrhundert.                                                                                       | D-7-77-173-92 Wikidata  | Bauernhaus            |
| Dorfstraße 3 (Standort)                                    | Bauernhaus                    | mit verschaltem Vordach, im Kern 1. Hälfte 18. Jahrhundert.                                                                      | D-7-77-173-93 Wikidata  | Bauernhaus            |
| Kirchplatz 11 (Standort)                                   | Kath. Pfarrkirche St. Andreas | Neubau 1819 von Matthias Left; mit Ausstattung.                                                                                  | D-7-77-173-95 Wikidata  | weitere Bilder        |
| Kirchplatz 11 (in der südlichen Friedhofsmauer) (Standort) | Bildstock                     | Bildstock, Pfeiler mit Nischen und Putzgliederung, neubarock, bez. 1905                                                          | D-7-77-173-100 Wikidata | Bildstock             |
| Kirchplatz 11 (im Friedhof) (Standort)                     | Kapellenbildstock             | Kapellenbildstock, Massivbau mit geschwungenem Steildach mit Schopf, Rundbogen und Ovalöffnung, 18. Jahrhundert; mit Ausstattung | D-7-77-173-101 Wikidata | Kapellenbildstock     |
| Kirchplatz 15 (Standort)                                   | Ehemaliges Bauernhaus         | schräge Stichbalken auf den Flugpfetten, im Kern 1. Hälfte 18. Jahrhundert.                                                      | D-7-77-173-96 Wikidata  | Ehemaliges Bauernhaus |
| Kirchplatz 19 (Standort)                                   |                               | Fresko, Marienkrönung. | D-7-77-173-97 Wikidata  |                       |
| Reichenstraße 17 (Standort)                                |                               | Ehemaliges Bauernhaus, zweigeschossiger Satteldachbau mit geschnitzter Füllungstür, um 1840/50.                                  | D-7-77-173-98 Wikidata  | weitere Bilder        |
| Steingadener Straße 10 (Standort)                          | Kath. Achkapelle              | erbaut 1871, neugotisch; mit Ausstattung                                                                                         | D-7-77-173-99 Wikidata  | Kath. Achkapelle      |

### Unterreithen
| Lage                                 | Objekt                    | Beschreibung | Akten-Nr.               | Bild           |
| ------------------------------------ | ------------------------- | --- | ----------------------- | -------------- |
| Unterreithen (bei Nr. 11) (Standort) | Getreidekasten            | zugehöriger Getreidekasten, erdgeschossiger Blockbau, 1. Hälfte 17. Jahrhundert.                                                  | D-7-77-173-105 Wikidata | weitere Bilder |
| Unterreithen 9 (Standort)            | Getreidekasten            | zugehöriger Getreidekasten, zweigeschossiger Blockbau, bezeichnet 1650; verbretterter Überbau mit Flachdach, 18./19. Jahrhundert. | D-7-77-173-104 Wikidata | Getreidekasten |
| Unterreithen 14 (Standort)           | Kath. Kapelle St. Michael | erbaut 1818; mit Ausstattung. | D-7-77-173-106 Wikidata | weitere Bilder |

### Zwieselried
| Lage                     | Objekt     | Beschreibung | Akten-Nr.               | Bild       |
| ------------------------ | ---------- | --- | ----------------------- | ---------- |
| Zwieselried 1 (Standort) | Bauernhaus | Einzelhof, verputzter Ständerbau mit kleinen Fenstern und offener Laube, 19. Jahrhundert, im Kern 17./18. Jahrhundert. | D-7-77-173-107 Wikidata | Bauernhaus |

### Zwingen
| Lage                 | Objekt     | Beschreibung                                                                                            | Akten-Nr.               | Bild       |
| -------------------- | ---------- | --- | ----------------------- | ---------- |
| Zwingen 1 (Standort) | Bauernhaus | reicher Bundwerkgiebel, Spätform um 1850/60; erdgeschossiger Getreidekasten, Blockbau, bezeichnet 1675. | D-7-77-173-108 Wikidata | Bauernhaus |

## Ehemalige Baudenkmäler
In diesem Abschnitt sind Objekte aufgeführt, die früher einmal in der Denkmalliste eingetragen waren, jetzt aber nicht mehr. Objekte, die in anderem Zusammenhang also z. B. als Teil eines Baudenkmals weiter eingetragen sind, sollen hier nicht aufgeführt werden. Aktennummern in diesem Abschnitt sind ehemalige, jetzt nicht mehr gültige Aktennummern.

| Lage                                      | Objekt                  | Beschreibung | Akten-Nr.             | Bild                    |
| ----------------------------------------- | ----------------------- | --- | --------------------- | ----------------------- |
| Bayerniederhofen Kirchstraße 1 (Standort) | Gasthaus Stoffl         | Gasthaus, zweigeschossiger Flachsatteldachbau mit Rokokofresken und Haustafel, dort bezeichnet 1782.                                                    | D-7-77-173-6 Wikidata | weitere Bilder          |
| Berghof St.-Peter-Weg 7 (Standort)        | Haustafel               | bezeichnet 1861. | D-7-77-173-24         | BW                      |
| Birnbaum Birnbaum 2 (Standort)            | Getreidekasten          | zugehöriger Getreidekasten, geständerter Blockbau, 17. Jahrhundert.                                                                                     | D-7-77-173-30         | BW                      |
| Birnbaum Birnbaum 5 (Standort)            | Getreidekasten          | zugehöriger Getreidekasten, erdgeschossiger Blockbau, Ende 16. Jahrhundert.                                                                             | D-7-77-173-31         | BW                      |
| Buching Bergstraße 18 (Standort)          | Geschnitzte Füllungstür | Geschnitzte Füllungstür, Mitte 19. Jahrhundert. | D-7-77-173-41         | Geschnitzte Füllungstür |
| Buching Forggenseestraße 11 (Standort)    | Zierbundwerkgiebel      | Zierbundwerkgiebel, um 1800; in Neubau von 1991 eingebaut.                                                                                              | D-7-77-173-43         | Zierbundwerkgiebel      |
| Buching Füssener Straße 16 (Standort)     | Geschnitzte Füllungstür | Geschnitzte Füllungstür, um 1840/50. | D-7-77-173-47         | Geschnitzte Füllungstür |
| Eschenberg Eschenberg 17 (Standort)       |                         | Zugehöriger erdgeschossiger Getreidekasten, Blockbau, 1. Hälfte 17. Jahrhundert.                                                                        | D-7-77-173-53         | BW                      |
| Greith Greith 1 (Standort)                | Bauernhaus              | Mittertennbau mit einfachem Bundwerk und Giebeltür, 2. Viertel 19. Jahrhundert.                                                                         | D-7-77-173-56         | Bauernhaus              |
| Ostern Ostern 2 (Standort)                | Bauernhaus              | über der Haustür gefasste Sandsteintafeln mit alter Hausnummer und Jahrzahl 1831, erneuert.                                                             | D-7-77-173-77         | Bauernhaus              |
| Trauchgau Branntweingasse 1 (Standort)    |                         | Geschnitzte Füllungstür, um 1850 | D-7-77-173-91         |                         |
| Trauchgau Kirchplatz 2 (Standort)         |                         | Schmiedeeiserner Ausleger, Anfang 18. Jahrhundert. | D-7-77-173-94         |                         |
| Unterreithen Unterreithen 5 (Standort)    | Bauernhaus              | zum Teil verputzter Ständerbau, später aufgestockt, mit Spätform der Schwangauer Laube" und profiliertem Sturzbrett, im Kern 2. Hälfte 18. Jahrhundert. | D-7-77-173-103        | Bauernhaus              |

## Abgegangene Baudenkmäler
In diesem Abschnitt sind Objekte aufgeführt, die früher einmal in der Denkmalliste eingetragen waren, jetzt aber nicht mehr existieren, z. B. weil sie abgebrochen wurden. Aktennummern in diesem Abschnitt sind ehemalige, jetzt nicht mehr gültige Aktennummern.

| Lage                                           | Objekt     | Beschreibung                                                                         | Akten-Nr.     | Bild       |
| ---------------------------------------------- | ---------- | ------------------------------------------------------------------------------------ | ------------- | ---------- |
| Bayerniederhofen Raiffeisenstraße 3 (Standort) | Bauernhaus | Wohnteil mit konstruktivem Giebelbundwerk und Giebeltür, 2. Viertel 19. Jahrhundert. | D-7-77-173-11 | Bauernhaus |